# Электроход

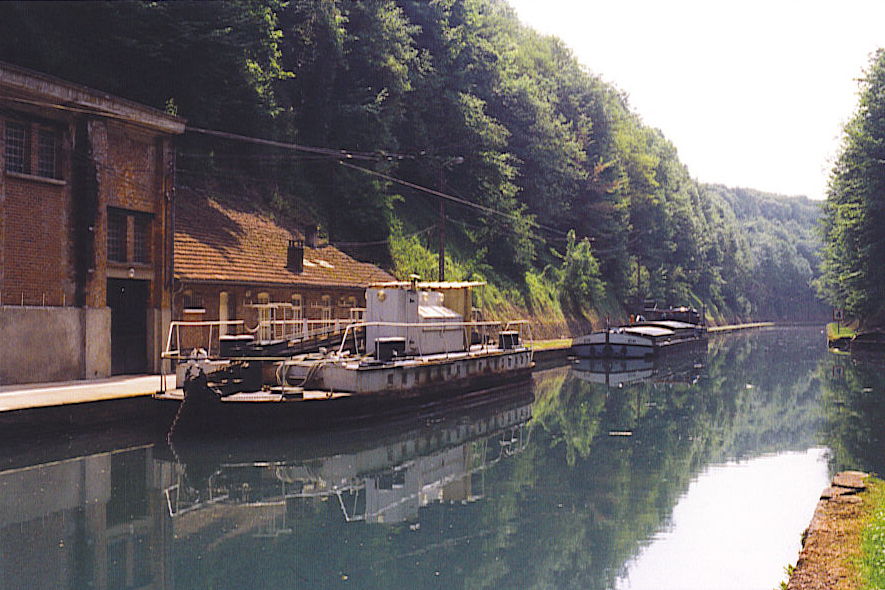
Туер-электроход во Франции. Обратите внимание на контактную сеть

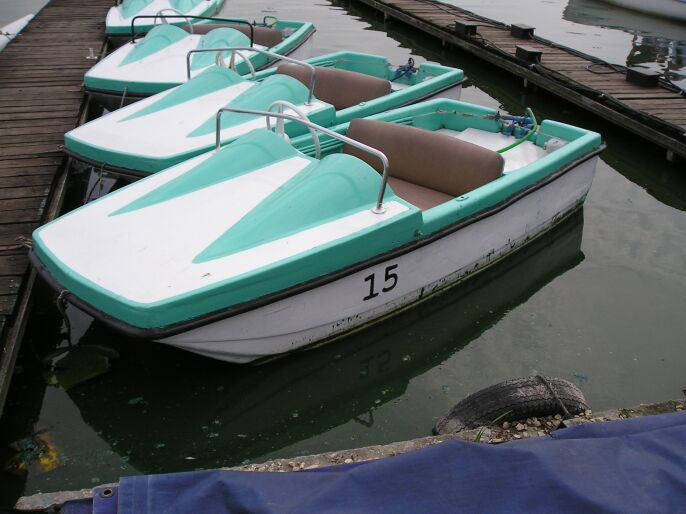
Прогулочные аккумуляторные моторные лодки на озере Донкмеер, Бельгия

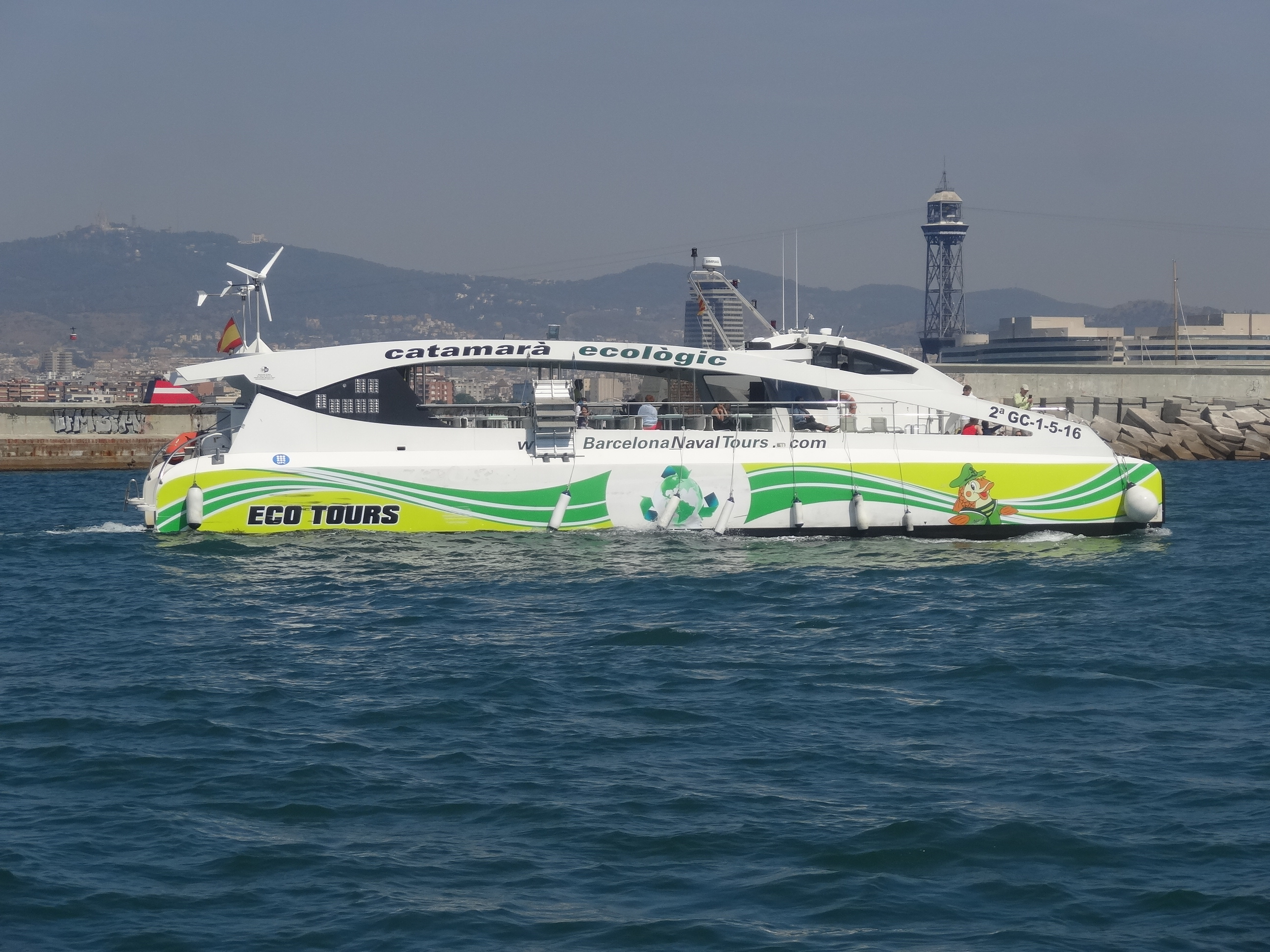
Eco Slim

Электрохо́д — судно, движитель которого приводится в действие электрическим двигателем. 
Основные преимущества электрического привода — возможность быстро и плавно менять скорость и направление вращения движителя (что улучшает манёвренность), низкий уровень шума и вибрации (что важно для пассажирских судов). Кроме того на дизель-электроходах дизельный двигатель работает в лучших условиях (постоянные обороты), чем на теплоходе с прямым приводом, что снижает расход топлива и увеличивает срок службы дизельного двигателя.  

Одним из недостатков электроходов является сравнительная сложность силовой установки.
Источники электроэнергии для тягового судового двигателя могут быть разными, например:
- Бортовой двигатель внутреннего сгорания. Такие суда называют дизель-электроходами, иногда их считают разновидностью теплохода
- Бортовая турбина. Такие суда называют турбоэлектроходами.
- Ядерная силовая установка. Такие суда являются разновидностью атомохода.
- Внешний источник. Например, во Франции, на одном из участков канала Сен-Кантен, использовались туеры-электроходы, получавшие энергию от двухпроводной контактной сети наподобие троллейбусной, т. е. получается «водный троллейбус».
- Аккумуляторы. В связи с малой удельной ёмкостью старых типов аккумуляторов, такие суда использовались практически только в развлекательных целях. 20 июня 2023 года в Москве открыли регулярное круглогодичное движение комфортабельных пассажирских аккумуляторных электроходов ("речные электробусы") по Москве-реке, первым регулярным маршрутом стал «Киевский - "Сердце Столицы"», проходящий около делового района Москва-Сити, а вторым - «ЗИЛ - Печатники», проходящий через Нагатинский затон и возле тематического парка "Остров Мечты", каждый причал на пути следования судов является также зарядной станцией, электроходы не просто пришвартовываются, а стыкуются с причалами, при стыковке происходит соединение электрохода с зарядной станцией.
- Солнечные батареи. Такие суда чаще всего невелики, и пока они в основном не вышли из экспериментальной стадии. По состоянию на 2007 год, самое крупное коммерческое судно на солнечных батареях — 150-местный катамаран MobiCat.
- Топливные элементы. Такими судами очевидно будут заменены дизель-электроходы и, частично, суда на аккумуляторах. В частности ВМФ Германии уже используют подводные лодки на топливных элементах.